# Джон Шанкарамангалам
Джон Шанкарамангалам (малаял. ജോൺ ശങ്കരമംഗലം; 16 июля 1934, Эравиперур — 30 июля 2018, Тирувалла) — индийский кинорежиссёр
 и сценарист, снимавший фильмы на языке малаялам. В различное время занимал посты директора Индийского института кино и телевидения, зампредседателя Kerala State Chalachitra Academy и ректора Колледжа коммуникаций имени Святого Джозефа в Чанганачерри. Обладатель двух Национальных кинопремий и четырёх Kerala State Film Awards.

## Биография
Родился 16 июля 1934 года в деревне Эравиперур возле Тируванантапурама.
Получил образование в Колледже Святого Берхманса в Чанганачерри и Мадрасском христианском колледже в Ченнаи. В 19 лет он получил должность лектора в последнем, но позже уволился с работы, чтобы присоединиться к FTII в 1962 году, где впоследствии получил диплом по режиссуре и написанию сценария.
Его первым опытом работы в киноиндустрии было написание сценария тамильского фильма Jayasree.
Его режиссерский дебют Janmabhoomi (рус. Родина) выиграл премию Наргис Датт за лучший фильм о национальном единстве в 1970 году.
В следующие годы он снял фильмы Avalapom Vaikippoyi (1971), Samantharom (1985) и Saaramshom (1994), а также множество документальных фильмов для отдела кино и правительства штата. В 1977 году он снял Samadhi, документальный фильм о Б. К. С. Айенгаре, который принёс ему кинопремию за лучший экспериментальный фильм.
Джон Шанкарамангалам скончался 30 июля 2018 в частной больнице медицинского колледжа в Тирувалле. Ему было 84 года. У него остались жена Мариямма Джон, дочь Энни и сын Сударшан.